# Pilea approximata
Pilea approximata är en nässelväxtart som beskrevs av Charles Baron Clarke. Pilea approximata ingår i släktet pileor, och familjen nässelväxter. Utöver nominatformen finns också underarten P. a. incisoserrata.